# SAR-Klasse GA
Die SAR-Klasse GA  bezeichnet die erste Garratt-Dampflokomotive der  damaligen South African Railways (SAR). Das einzige gebaute Exemplar dieser Klasse war die mit Abstand größte bis dahin gebaute Garratt-Lokomotive. Sie war für den Hauptstreckendienst auf dem südafrikanischen Schienennetz mit Kapspur vorgesehen und hatte dafür eine Achslast von 17,8 Tonnen. 
Zusammen mit drei Lokomotiven der Klasse NGG 11 und einer der Klasse GB war die Lok schon 1914 bestellt worden; zur Auslieferung kam es wegen des Ersten Weltkriegs aber erst 1920.
Die Lokomotive mit der Achsfolge (1'C)(C1') wurde ausgiebig mit den (1'C)C1'-Mallet-Loks der Klasse MH verglichen, die etwa die gleiche Zugkraft aufbringen konnten. Dabei ergab sich für die GA bei höherer Durchschnittsgeschwindigkeit und einem höheren Zuggewicht ein deutlich geringerer Wasser- und Kohleverbrauch.  Nur auf Steigungsstrecken zeigten sich die Mallett-Loks der Garratt-Lok gleichwertig. Zudem lag das Leergewicht des GA-Kessels bei etwa gleicher Kesselleistung um fast 11 Tonnen unter dem des MH-Kessels, was auf das günstigere Verhältnis zwischen Strahlungs- und Rohrheizfläche bei dem vergleichsweise kurzen und dafür einen größeren Durchmesser aufweisenden Garratt-Kessels zurückzuführen war. 
Die Ergebnisse des Vergleichs brachten den Durchbruch für die Bauart Garratt in Südafrika. Da sich jedoch ein hoher Spurkranzverschleiß an den inneren Kuppelrädern zeigte, was wiederum auf das Fehlen innenliegender Laufachsen zurückgeführt wurde, wurden keine weiteren Exemplare des gleichen Typs gebaut.
Die Lokomotive wurde hauptsächlich in Natal eingesetzt und zog zuletzt Personenzüge zwischen Ladysmith und Harrismith, wobei ein Pass mit Steigungen von bis zu 33,3 ‰ überquert werden musste. Als Einzelstück wurde die Lokomotive bereits 1938 ausgemustert und verschrottet; der Kessel wurde als Tauschteil für die Klasse GE verwendet.